# Pfettrachtalbrücke
Die Pfettrachtalbrücke ist eine Brücke der Bundesautobahn 92 mit einer Länge von 330 Metern und einer Höhe von 24 Metern. Sie wurde um 1983 erbaut. Die damals geschätzten Kosten betrugen rund 10 Millionen DM.

## Lage und Umgebung
Die Pfettrachtalbrücke liegt, aus Richtung München kommend, unmittelbar vor der Anschlussstelle Altdorf (13). Sie überspannt das Tal der Pfettrach zwischen Altdorf und dessen Ortsteil Pfettrach in direkter Nähe zum Altdorfer Ortsteil Ganslberg.